# Oscar Jégou
Pour les articles homonymes, voir Jégou.

a Compétitions nationales et continentales officielles uniquement.

b Matchs officiels uniquement.
Dernière mise à jour le 15 mars 2025.
Oscar Jégou, né le 31 mai 2003 à La Rochelle (Charente-Maritime), est un joueur international français de rugby à XV jouant principalement au poste de troisième ligne aile au Stade rochelais en Top 14.

## Biographie

### Jeunesse et formation
Oscar Jegou naît le 31 mai 2003 à La Rochelle. Il commence à jouer au rugby sur l'Île d'Oléron puis rejoint le Stade rochelais dès l'âge de 6 ans. Il y fait toute sa formation et porte notamment le brassard de capitaine en Crabos et en Espoirs. Aussi, lorsqu'il était à l'école primaire, il remporte le titre de champion de France d'ultimate frisbee avec l'équipe de l'Île de Ré.

### Carrière en club
Oscar Jégou fait ses débuts professionnels avec le Stade rochelais en Top 14, le 28 mai 2023, à domicile, lors de la 26e journée de championnat de la saison 2022-2023, contre le Stade français,. Durant cette rencontre, il entre en jeu en cours de deuxième mi-temps et remplace Rémi Bourdeau. Les Rochelais s'imposent 14 à 10. Il s'agit de son seul match de la saison avec l'équipe professionnelle. À la fin de cette saison, il prolonge son contrat avec son club formateur jusqu'en 2026,.
En l'absence de plusieurs rochelais sélectionnés pour la Coupe du monde 2023, il est sollicité lors des trois premières journées de Top 14 2023-2024, titularisé à deux reprises il inscrit notamment son premier essai en professionnel contre le Lyon OU. En octobre, durant la trêve imposée par la tenue de la Coupe du monde, il est annoncé qu'il a été contrôlé positif à la cocaïne après le match de la première journée du Top 14. Il aurait consommé ce produit lors d'une fête survenue deux jours avant la rencontre et est alors suspendu à titre provisoire en l'attente de jugement, la cocaïne étant considérée comme un produit dopant. Le 21 novembre, l'Agence française de lutte contre le dopage annonce qu'il est suspendu pour un mois, une sanction déjà purgée à titre conservatoire et peut donc faire son retour sur les terrains.

### Carrière en sélection
En janvier 2023, il est retenu par l'équipe de France des moins de 20 ans pour participer au Tournoi des Six Nations des moins de 20 ans 2023. Remplaçant lors de la première journée, où son équipe parvient à s'imposer de justesse 28-27 contre l'Italie,, il s'impose ensuite comme titulaire et leader de son équipe, dont il est notamment nommé capitaine face à l'Écosse.
Début juin, il est de nouveau sélectionné, cette fois-ci pour participer au Championnat du monde junior. À la fin de la compétition, il est sacré champion du monde avec ses coéquipiers après avoir remporté largement la finale sur le score de 50 à 14 face aux Irlandais où il est l'auteur d'une bonne performance,. Au fil de la compétition, il forme une troisième ligne performante et complémentaire avec Lenni Nouchi et Marko Gazzotti.
À l'issue de la saison 2023-2024, au mois de juin, il est retenu en équipe de France dans une liste de trente-deux joueurs pour préparer la tournée d'été en Argentine. Cette liste est marquée par l'absence des cadres habituels et la présence de nombreux joueurs sans sélections. Sa première sélection a lieu lors du premier match de la tournée face à l'Argentine au stade Malvinas de Mendoza, le 6 juillet 2024.

## Accusation de viol
Dans la nuit du 6 au 7 juillet 2024, au cours de la tournée de l'équipe de France en Argentine, Oscar Jégou et son coéquipier Hugo Auradou sont accusés de viols à répétition dans leur chambre 603 du Diplomatic Hotel de Mendoza. Cet événement les impliquant a lieu à la suite d'une sortie alcoolisée d'après-match qui se déroule dans le paseo Arístides, la « rue de la soif » de Mendoza et qui voit un autre rugbyman Melvyn Jaminet tenir des propos racistes,.
Jégou et Auradou sont arrêtés par la police en Argentine le 8 juillet 2024, après avoir été visés par une plainte pour viol en réunion déposée par une femme à Mendoza le jour précédent.
Le 12 juillet 2024, ils sont inculpés pour viols aggravés en Argentine et détenus en Argentine pendant l’étude de la demande de placement en résidence surveillée.
Le 12 août, le parquet décide de mettre fin à leur maintien en résidence surveillée ; ils restent soumis à l'interdiction de quitter le pays le temps que l'instruction se poursuive. Après avoir reçu l'autorisation par la justice argentine de quitter le territoire, les deux joueurs rentrent en France le 4 septembre.
Le 10 décembre 2024, la juge Arenas en chargée de l'affaire, à Mendoza, abandonne les poursuites pour viol aggravé contre Hugo Auradou et Oscar Jegou. La défense de la plaignante peut cependant faire appel de cette décision.

## Statistiques en équipe nationale
| Année | Compétition   | Matchs | Points | Essais |
| ----- | ------------- | ------ | ------ | ------ |
| 2024  | Tournée d'été | 1      | -      | -      |
| 2025  | Six Nations   | 5      | 5      | 1      |
| Total | Total         | 6      | 5      | 1      |

## Palmarès
- France -20
  - Vainqueur du Championnat du monde junior en 2023
- France
  - Vainqueur du Tournoi des Six Nations en 2025

### Tournoi des Six Nations
| Édition          | Rang | Résultats France | Résultats Jégou | Matchs Jégou |
| ---------------- | ---- | ---------------- | --------------- | ------------ |
| Six Nations 2025 | 1    | 4 v, 0 n, 1 d    | 4 v, 0 n, 1 d   | 5/5          |

Légende : v = victoire ; n = match nul ; d = défaite ; la ligne est en gras quand il y a Grand Chelem.